# Fabrizio De André
Fabrizio De André (n. 18 februarie 1940, Genova, Italia – d. 11 ianuarie 1999, Milano, Italia) a fost un cântăreț, muzician, compozitor, și poet italian. O parte din creațiile sale sunt în dialect liguric genovez.

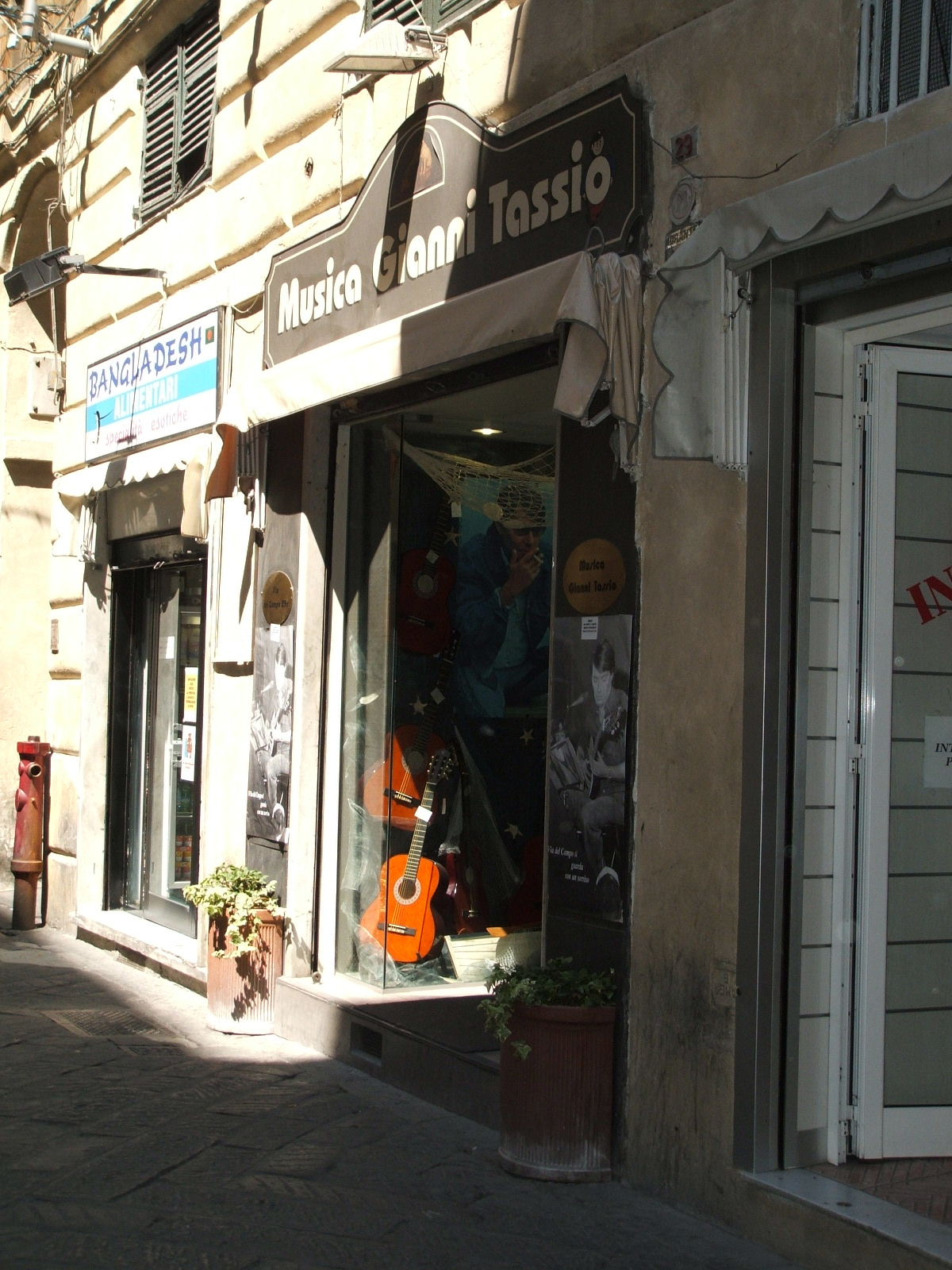
Via del Campo în Genova

## Discografie
- Tutto Fabrizio De André (1966)
- Volume I (1967)
- Tutti morimmo a stento (1968)
- Volume III (1968)
- Nuvole barocche (1969)
- La buona novella (1970)
- Non al denaro, non all'amore né al cielo (1971)
- Storia di un impiegato (1973)
- Canzoni (1974)
- Volume VIII (1975)
- Rimini (1978)
- Fabrizio de André (Album dell'indiano) (1981)
- Creuza de mä (1974)
- Le nuvole (1990)
- Anime salve (1996)